# Fachhochschule im Deutschen Roten Kreuz
Die Clementine von Wallmenich Hochschule – Fachhochschule im Deutschen Roten Kreuz (kurz: „Fachhochschule im DRK“) war eine private, staatlich anerkannte Fachhochschule in Göttingen. Träger der Hochschule war der Verein „Clementine von Wallmenich Hochschule, Fachhochschule im Deutschen Roten Kreuz e. V.“, dessen Mitglieder der Verband der Schwesternschaften vom Deutschen Roten Kreuz e. V., der Bundesverband Deutsches Rotes Kreuz e. V. sowie acht Privatpersonen waren.

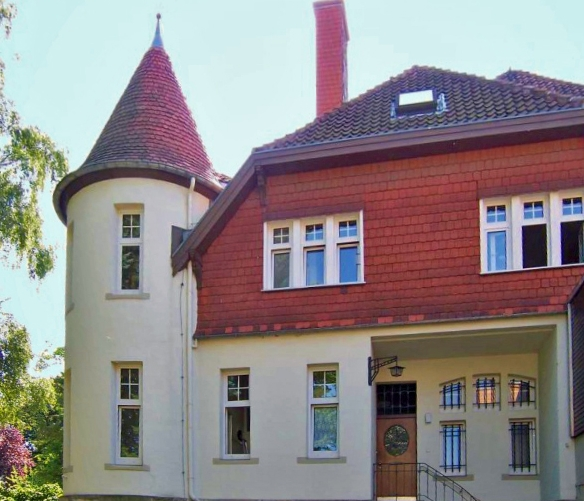
Außenansicht (1)

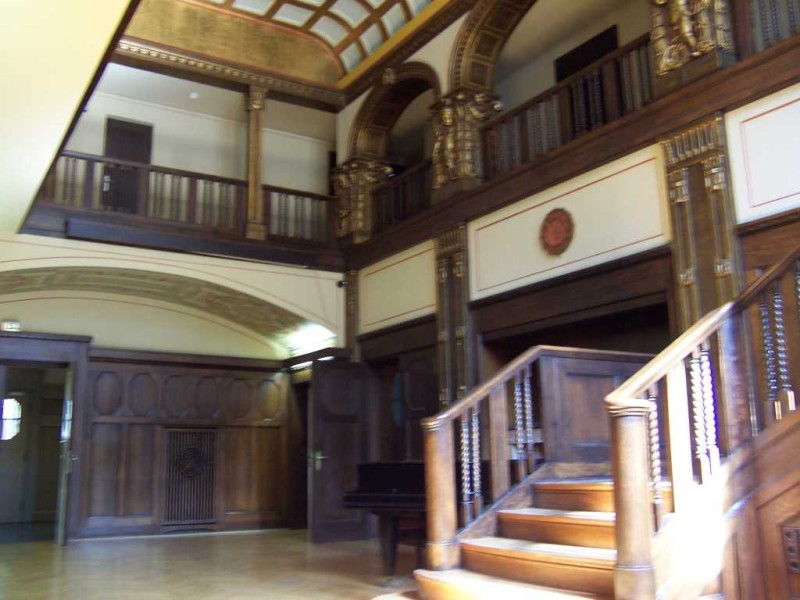
Großer Saal

Die Hochschule erhielt ihren zusätzlichen Namen nach Clementine von Wallmenich, die 1903 als Leiterin der Schwesternschaft München vom Bayerischen Roten Kreuz unter der Bezeichnung „Oberinnenschule“ die erste Ausbildungsstätte für Leitungskräfte in der Pflege gründete und damit auch das Ziel der Weiterentwicklung und systematischen Weitergabe des Pflegewissens verband. 
Die Fachhochschule im DRK wurde im Jahr 2002 gegründet, am selben Standort wie die Werner-Schule vom Deutschen Roten Kreuz, einer zentralen Bildungseinrichtung der DRK-Schwesternschaften für Leitungskräfte in der Pflege. Die Hochschule nahm 2003 den Lehrbetrieb auf mit sechssemestrigen Bachelor-Studiengängen in den Fächern Sozialmanagement und Pflegemanagement. Die Lehre wurde mit acht Professuren sowie mit Lehrbeauftragten aus Institutionen des Gesundheits- und Sozialwesens, aus Unternehmen und aus der öffentlichen Verwaltung durchgeführt. Die Fachhochschule im DRK war Mitglied des Niedersächsischen Forschungsnetzwerks Gesundheits- und Pflegewissenschaften.
Im März 2007 beschloss der Trägerverein für das folgende Jahr die Schließung der Hochschule. Begründet wurde diese Entscheidung mit mangelnder Wirtschaftlichkeit, die das DRK nicht länger durch Zuschüsse ausgleichen wollte. Vorherige Bemühungen um Kooperationen mit anderen Hochschulen waren nicht erfolgreich. Die Hochschule ermöglichte den zu diesem Zeitpunkt eingeschriebenen Studierenden den Abschluss ihres Studiums und stellte zum Ende des Sommersemesters 2008 den Lehrbetrieb ein.